# Anapaïta
L'anapaïta és un mineral de la classe dels fosfats. Va ser descoberta l'any 1902 en una mina de ferro a la ciutat d'Anapa, a la península de Taman (Rússia), de la qual pren el seu nom.

## Característiques
L'anapaïta és un fosfat de calci i ferro amb fórmula Ca₂Fe²⁺(PO₄)₂(H₂O)₄. que cristal·litza en el sistema triclínic. Forma cristalls tabulars, tot i que també s'hi pot trobar amb hàbit radial, fibrós o formant incrustacions. La seva duresa a l'escala de Mohs és de 3,5.
Segons la classificació de Nickel-Strunz, l'anapaïta pertany a «08.CH: Fosfats sense anions addicionals, amb H₂O, amb cations de mida mitjana i gran, RO4:H2O < 1:1» juntament amb els següents minerals: walentaita, picrofarmacolita, dittmarita, niahita, francoanellita, taranakita, schertelita, hannayita, struvita, struvita-(K), hazenita, rimkorolgita, bakhchisaraitsevita, fahleita, smolyaninovita, barahonaita-(Al) i barahonaita-(Fe).

## Formació i jaciments
Es troba en roques sedimentàries d'ambient lacustre, on pot omplir cavitats a l'interior de fòssils. Sol trobar-se associada a altres minerals com: fairfieldita, vivianita o siderita. Algunes de les millors localitats són Kertx (Crimea, Ucraïna) i Bellver de Cerdanya.